# István Dobi

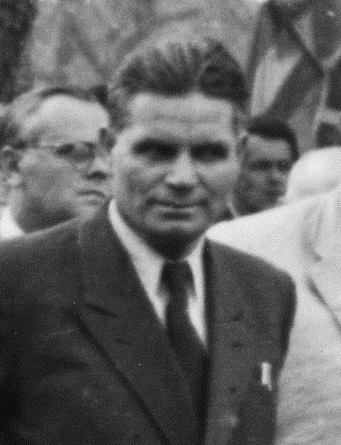
István Dobi

István Dobi (Komárom, 31 december 1898 – Boedapest, 24 november 1968) was van 1952 tot 1968 president van de presidentiële raad van Hongarije.
István Dobi, zoon van arme arbeiders, werkte van jongs af aan ook als arbeider. Hij volgde slechts zes jaar lagere school. Later, vanaf 1948, toen hij premier van Hongarije was geworden, ontwikkelde hij zich verder door middel van cursussen.
Tijdens de Eerste Wereldoorlog vocht hij in het Oostenrijk-Hongaarse leger en in 1919 maakte hij deel uit van het Rode Leger van de Hongaarse Radenrepubliek. In de jaren '20 sloot hij zich aan bij de Sociaaldemocratische Partij van Hongarije, maar in 1936 sloot hij zich aan bij de Partij van Kleine Landbouwers. Tijdens de Tweede Wereldoorlog sloot hij zich aan bij het antifascistisch front (1944).
Na de Tweede Wereldoorlog stond hij nauwe samenwerking met de Hongaarse Communistische Partij voor. Hij werd in 1945 lid van het parlement en tot vicevoorzitter van de Partij van Kleine Landbouwers gekozen. Van februari tot november 1946 was hij minister van Landbouw en daarna was hij minister van Staat. In 1947 werd hij wederom minister van Landbouw. Nadat de leider van de Partij van Kleine Landbouwers, Béla Kovács in juni 1947 aan de kant was geschoven, werd Dobi in samenspraak met de communisten voorzitter van de partij. Daarnaast werd hij voorzitter van de Boeren Federatie (boerenvakbond). Om zijn positie binnen de Partij van Kleine Lanbouwers de versterken werd hij hoofdredacteur van de partijkrant Kis Újság (Kleine Krant). Op 10 december 1948 werd Dobi premier van een door communisten gedomineerde regering. Kort daarna werd de Partij van Kleine Landbouwers opgeheven en werd Dobi lid van de Hongaarse Werkerspartij (communistische partij).
Van 1949 tot 1960 was hij vicevoorzitter Patriottisch Volksfront en sinds 1951 was hij president van de Coöperatieve Landbouwersraad.
Op 14 augustus 1952 werd Mátyás Rákosi premier en Dobi werd President van de Presidentiële Raad van Hongarije, oftewel staatshoofd. Dit ambt was louter ceremonieel. In 1956 steunde hij de onderdrukking van de Hongaarse opstand. Op 7 november 1956 stuurde hij op ongrondwettelijke wijze het kabinet van Imre Nágy naar huis en benoemde hij János Kádár tot Nágy's opvolger. Op 14 april 1967 ging István Dobi met pensioen.
István Dobi was in de jaren '50 de derde machtigste man in de partij- en staatshiërarchie, na Mátyás Rákosi en Ernő Gerő.